# Mascagnia divaricata
Mascagnia divaricata là một loài thực vật có hoa trong họ Malpighiaceae. Loài này được (Kunth) Nied. mô tả khoa học đầu tiên năm 1890.